# Хірано Саяка
Хірано Сірака  (яп. 平野 早矢香; нар. 24 березня 1985) — японська настільна тенісистка, олімпійська медалістка.

## Виступи на Олімпіадах
| Олімпіада   | Дисципліна       | Місце |
| ----------- | ---------------- | ----- |
| Пекін 2008  | одиночний розряд | =17   |
| Пекін 2008  | командний розряд | 4     |
| Лондон 2012 | командний розряд | 2     |